# 平井四郎
平井四郎（ひらい しろう）は三省堂の編集者。1923年（大正12年）に入社、三省堂編修所の編修所長、出版部長、常務を経て、成城大学教授となった。
1946年（昭和21年）、平井編「会話便覧米兵との話方」を出版。終戦直後に簡易な英会話集が多くの版元から出版されたが、これもそのひとつ。この時期の商品としてはヒットした。
出版部長時代に、見坊豪紀に明解国語辞典の編纂を依頼し、また、金田一春彦に明解古語辞典の編纂を依頼した。